# Tomopterus tetraspilotus
Tomopterus tetraspilotus är en skalbaggsart som beskrevs av Magno 1995. Tomopterus tetraspilotus ingår i släktet Tomopterus och familjen långhorningar. Inga underarter finns listade i Catalogue of Life.